# Gimme Shelter
Gimme Shelter — пісня британського рок-гурту The Rolling Stones, опублікована була 5 грудня 1969 року під лейблом Decca Records. Це перший трек до альбому 1969 року «Let It Bleed». Грейл Маркус для журналу «Rolling Stone» на момент виходу, високо оцінив пісню, заявивши, що група «ніколи не робила нічого кращого».
Пісня потрапила до списку 500 найкращих пісень усіх часів за версією журналу Rolling Stone.

## Запис
Пісня була написана дуетом Міком Джаггером та Кітом Річардсом. Річардс почав працювати над піснею в Лондоні, поки Джаггер був на зйомках фільму «Вистава» з тодішньою дівчиною Річардса Анітою Палленберг. У своїй автобіографії «Life» Річардс розповів, що напруга пісні була викликана його ревнощами до Палленберг та Джаггером, і його підозрою у романі між ними.
Опублікована пісня починається з виконання Річардсом гітарного вступу, до якого незабаром приєднується вокал Джаггера. Про похмурий світогляд альбому «Let It Bleed» Джаггер сказав в інтерв'ю 1995 року для журналу Rolling Stone:
«Ну, це дуже жорстока, дуже жорстока епоха. Війна у В'єтнамі. Насильство на екранах, пограбування та спалювання. І В'єтнам не був такою війною, як ми її знали у загальноприйнятому розумінні. Війна у В'єтнамі полягала в тому, що це не було як у Другій світовій війні, і це не було схоже на Корею, і це не було схоже на війну в Перській затоці. Це була справжня неприємна війна, і людям це не подобалося. Люди заперечували, а люди не хотіли з цим боротися… Це справді якась пісня про кінець світу. Це апокаліпсис, увесь запис такий.»
Однак спочатку натхненням для пісні був не В’єтнам чи соціальні хвилювання, а Кейт Річардс, який бачив, як люди мчаться шукати притулку від раптової грози. Згідно з ним:
«Я сидів біля вікна у квартирі свого друга Роберта Фрейзера на Маунт-стріт у Лондоні з акустичною гітарою, коли раптом небо стало зовсім чорним, і злетів неймовірний мусон. Просто люди бігали, шукаючи притулку, — це було зародком ідеї. Ми пішли далі до цього, поки ви не знаєте, що зґвалтування та вбивства — це „всього лише постріл“.»
На записі представлений гостьовий вокал Меррі Клейтон, який був записаний в аранжуванні її друга та продюсера звукозапису Джека Ніцше.
Ім'я Меррі Клейтон було помилково написано в оригінальному випуску, як «Мері». Її ім'я також зазначено як «Мері» на ремастері компакт-диску «Let It Bleed» у 2002 року.
Пісня була записана в Лондоні на Olympic Studios у лютому та березні 1969 року. Вокал був записаний у Лос-Анджелесі в «Sunset Sound Recorders» та «Elektra Studios» у жовтні та листопаді того ж року. Нікі Хопкінс грав на фортепіано, Джиммі Міллер - на ударних, Чарлі Воттс - на барабанах, Білл Ваймен - на басу, Джаггер - на гармоніці та співав з Річардсом та Клейтоном. Річардсу приписують як ритм-гітару, так і соло-гітару на обкладинці альбому.

## Критика
Грейл Маркус, який писав для журналу Rolling Stone під час випуску пісні, сказав, що «група ніколи не робив нічого кращого». Pitchfork помістив пісню на 12-те місце у списку «200 найкращих пісень 1960-х років». «Ultimate Classic Rock» поставив пісню на перше місце у своїй «Топ-100 пісень Rolling Stones», та на третє місце у своїй «Топ-100 класичних рок-пісень». Також пісня зайняла 38 місце у списку 500 найкращих пісень усіх часів Rolling Stone. І посідає перше місце у списку «100 найкращих пісень Rolling Stones». «Acclaimed Music» помістила пісню на 34-ту позицію у списку «найвідоміша пісня в історії музики».

## Учасники запису

### The Rolling Stones
- Мік Джаггер — вокал, гармоніка
- Кіт Річардс — гітара, бек-вокал
- Чарлі Воттс — ударні
- Білл Ваймен — бас

### Додатковий персонал
- Нікі Хопкінс — фортепіано
- Джиммі Міллер — гуїро, маракаси
- Меррі Клейтон - вокал (на обкладинці як "Мері Клейтон")

## Сертифікація
| Країна/чарт           | Сертифікація | Сертифікація продажів |
| --------------------- | ------------ | --------------------- |
| Італія (FIMI)         | Золотий      | 25 000                |
| Велика Британія (BPI) | Тлатиновий   | 600 000               |